# 注音符号
注音符号（ちゅういんふごう、ちゅうおんふごう、繁: 注音符號、注音: ㄓㄨˋ ㄧㄣ ㄈㄨˊ ㄏㄠˋ、拼音: Zhùyīn Fúhào チューインフーハオ）とは、中国語の発音記号の一つ。現在は主に台湾で用いられる。先頭の四文字「ㄅㄆㄇㄈ」からボポモフォ（ブォプォムォフォ、bopomofo）とも呼ぶ。

## 概要
注音符号は古代の篆書・古文などから字形の簡単なものを取って表音文字として使うもので、1文字から3文字で（声調を除く）中国語の1音節を表すことができる。中国大陸における中華民国期に制定された。中華人民共和国では漢語拼音が使われ、注音符号はほとんど使われていないが、台湾では今でも現役で使われている。
現在の注音符号は声母（音節頭子音）21字と韻16字の37文字からなる。日本語の仮名に似た文字もあるが、仮名と違って音節文字ではない。また、仮名が草書体や漢字の偏旁の利用によって作られているのに対し、注音符号は古代の文字をそのまま利用している。たとえば拼音の zhuāng という音節であれば、声母の zh を表す ㄓ、介母音の u を表すㄨ、韻の ang を表す ㄤ によって ㄓㄨㄤ と記すことができる。
日本の仮名と同じく、漢字につける振り仮名のように用いることができる。台湾では初等教育の初期からこれを習い、キーボードや携帯電話・スマートフォンの入力に用いる。電報にも使えるようにコード化されている（電碼参照）。
台湾で定められた文字コードセットである Big5 にも、中国大陸の GB 2312 とその後継規格にも収録されており、Unicode 1.0.0では U+3105 から U+312D に割り当てられているので、コンピュータやインターネットでも使用できる。
ローマ字による表音を「国語注音符号第二式」（どのローマ字方式を使用するかは時代によって異なる）と呼び、それに対してここでいう注音符号を「国語注音符号第一式」とも呼ぶ。単に「注音符号」と言えば第一式のことである。

## 歴史
清末になると、中国語のための表音文字を提案したり、実際に使用したりする者が多く現れた。
注音符号のアイデアのもとになったのは章炳麟が1906年に日本で書いた「駁中国用万国新語説」であった。この文は「漢字は難しいからエスペラントに変える」という説に反論する主旨の文章だが、その中で『説文解字』に見える篆書・古文・籀文から形の簡単なものを取って、中国語の伝統的な音韻学の紐・韻のための字として使う、という説を述べ、実際にその字を定義した。
辛亥革命の直後、1913年に中国語の標準的な音を定めるための読音統一会が、呉敬恒を議長として開かれた。このときに作業用に用いた「記音字母」は、当時の教育部にいた周樹人（魯迅）・許寿裳・銭稲孫らが考案したものだが、彼らはいずれも浙江省出身者で、清末に日本へ留学して章炳麟に学んだ仲間であり、記音字母も章炳麟の提案に従っていた。ただし章炳麟の作った字をそのまま使ったものはそれほど多くない。読音統一会は最終的にこの記音字母を正式な表音文字として採用することを決定し「注音字母」と命名した。
読音統一会の作業は政局の変転によってそのまま放置されていたが、1918年になってようやく正式に公布された。このとき注音字母は「国音字母」と命名された。当時の字母は39文字で、配列も今とは異なっていた。翌1919年には『国音字典』が刊行され、配列が現在と同様になった。1920年には「ㄛ [o]」から「ㄜ [ɤ]」を分けて40文字になった。
国民革命後の1930年に国音字母は「注音符号」と改められた。読音統一会で定めた標準音は実際の北京の発音と大きなへだたりがあったため、北京音を基準にした新しい国音が定められた。このため不要になった「ㄪ [v]・ㄫ [ŋ]・ㄬ [ɲ]」の3文字が1932年に取り除かれ、37文字になった。
中華人民共和国では拼音による表音が行われ、注音符号も『新華字典』をはじめとする書物に今も載っているものの、読める人はあまりいない。
上記のように注音符号はあくまで「国語」（北京語に基づく標準語）のためのものだったが、台湾では台湾語を表記できるように注音符号を拡張する試みが行われた。これが1998年に「方音符号系統」として制定され、公式の位置を取得した。

## 注音符号の文字
| 声母     | 声母     | 声母       | 声母 | 声母       | 声母 | 声母                                    |
| 注音符号 | 名称     | IPA        | 拼音 | ウェード式 | 字源 | 例                                      |
| -------- | -------- | ---------- | ---- | ---------- | --- | --------------------------------------- |
| ㄅ       | bo       | p          | b    | p          | 包（bāo、ハウ）の古字で、現在も上部に残る勹から。 | 八 (ㄅㄚ, bā)                           |
| ㄆ       | po       | pʰ         | p    | p'         | 攴（pū、ボク）の省略形攵から。 | 杷 (ㄆㄚˊ, pá)                          |
| ㄇ       | mo       | m          | m    | m          | 冂から。これは古字で、現代の筆画冖（mì、ベキ）でもある。 | 馬 (ㄇㄚˇ, mǎ)                          |
| ㄈ       | fo       | f          | f    | f          | 匚（fāng、ハウ）から。 | 法 (ㄈㄚˇ, fǎ)                          |
| ㄉ       | de       | t          | d    | t          | 刀（dāo、タウ）の古字𠚣から。《説文》篆字のと比較せよ。 | 地 (ㄉㄧˋ, dì)                          |
| ㄊ       | te       | tʰ         | t    | t'         | 子を上下反転させた𠫓（tū、トツ）から(篆書体ではそれぞれ、)。 | 提 (ㄊㄧˊ, tí)                          |
| ㄋ       | ne       | n          | n    | n          | 乃（nǎi、ナイ）の古字／𠄎から。 | 你 (ㄋㄧˇ, nǐ)                          |
| ㄌ       | le       | l          | l    | l          | 力（lì、リョク）の古字𠠲から。 | 利 (ㄌㄧˋ, lì)                          |
| ㄍ       | ge       | k          | g    | k          | 廃れていた巜（guì/kuài、カイ、川の意）から。 | 告 (ㄍㄠˋ, gào)                         |
| ㄎ       | ke       | kʰ         | k    | k'         | 古字丂（kǎo、カウ）から。 | 考 (ㄎㄠˇ, kǎo)                         |
| ㄏ       | he       | x          | h    | h          | 古字で、現代の筆画である厂（hǎn、カン／ガン）から。 | 好 (ㄏㄠˇ, hǎo)                         |
| ㄐ       | ji       | ʨ          | j    | ch         | 古字の丩（jiū、キウ）から。 | 叫 (ㄐㄧㄠˋ, jiào)                      |
| ㄑ       | qi       | ʨʰ         | q    | ch'        | 巛（現代の川にあたる）を構成する古字𡿨（quǎn、ケン）から。 | 巧 (ㄑㄧㄠˇ, qiǎo)                      |
| ㄒ       | xi       | ɕ          | x    | hs         | 下（xià、カ）の《説文》古文丅から。 | 小 (ㄒㄧㄠˇ, xiǎo)                      |
| ㄓ       | zhi      | ʈʂ         | zh   | ch         | 之（zhī、シ）の古字／𡳿から。 | 主 (ㄓㄨˇ, zhǔ)                         |
| ㄔ       | chi      | ʈʂʰ        | ch   | ch'        | 文字で部首の彳（chì、テキ）から。 | 出 (ㄔㄨ, chū)                          |
| ㄕ       | shi      | ʂ          | sh   | sh         | 尸（shī、シ）から。 | 束 (ㄕㄨˋ, shù)                         |
| ㄖ       | ri       | ɻ～ʐ       | r    | j          | 日（rì、ジツ）の《説文》篆字から。 | 入 (ㄖㄨˋ, rù)                          |
| ㄗ       | zi       | ts         | z    | ts         | 古字で、現代の筆画である卩（jié、セツ）の方言音ziéから。 | 在 (ㄗㄞˋ, zài)                         |
| ㄘ       | ci       | tsʰ        | c    | ts'        | cīが方言音として使われる七（qī、シチ）の古字𠀁から。行書体のおよび《説文》篆字のと比較せよ。                                                                      | 才 (ㄘㄞˊ, cái)                         |
| ㄙ       | si       | s          | s    | s          | 古字の厶（sī、シ）から。この字はのちに私にとってかわられた。 | 塞 (ㄙㄞ, sāi)                          |
| 韻母     |          |            |      |            | |                                         |
| 注音符号 | 注音符号 | IPA        | 拼音 | ウェード式 | 字源 | 例                                      |
| ㄚ       | ㄚ       | a          | a    | a          | 丫（yā、ア）から。 | 大 (ㄉㄚˋ, dà)                          |
| ㄛ       | ㄛ       | o          | o    | o          | 廃れた文字𠀀（hē、カ、吸入の意）。可に音符として残る古字丂（kǎo、カウ）を左右反転させた字。                                                                       | 多 (ㄉㄨㄛ, duō)                        |
| ㄜ       | ㄜ       | ɤ          | e    | o/ê        | 標準語において異音関係にあるㄛ (o) から。 | 得 (ㄉㄜˊ, dé)                          |
| ㄝ       | ㄝ       | e          | ê    | eh         | 也（yě、ヤ）から。戦国竹簡で使われたと比較せよ。 | 爹 (ㄉㄧㄝ, diē)                        |
| ㄞ       | ㄞ       | ai         | ai   | ai         | 亥の古字𠀅（hài、カイ）から。 | 晒 (ㄕㄞˋ, shài)                        |
| ㄟ       | ㄟ       | ei         | ei   | ei         | 廃れた文字乁（yí、イ）から。この字の意味は移（yí、イ、うつる）である。                                                                                            | 誰 (ㄕㄟˊ, shéi)                        |
| ㄠ       | ㄠ       | au         | ao   | ao         | 幺（yāo、エウ）から。 | 少 (ㄕㄠˇ, shǎo)                        |
| ㄡ       | ㄡ       | ou         | ou   | ou         | 又（yòu、イウ）から。 | 收 (ㄕㄡ, shōu)                         |
| ㄢ       | ㄢ       | an         | an   | an         | 犯に音符として残る古字𢎘（hàn、カン、咲くの意）から。 | 山 (ㄕㄢ, shān)                         |
| ㄣ       | ㄣ       | ən         | en   | ên         | 鳦（yǐ、イツ）または乚（yà、イン）の古代異体字𠃉から。（別文献では乚はyǐn。）                                                                                     | 申 (ㄕㄣ, shēn)                         |
| ㄤ       | ㄤ       | aŋ         | ang  | ang        | 尢（wāng、ワウ）から。 | 上 (ㄕㄤˋ, shàng)                       |
| ㄥ       | ㄥ       | əŋ         | eng  | êng        | 肱（gōng、コウ）の古字𠃋から。 | 生 (ㄕㄥ, shēng)                        |
| ㄦ       | ㄦ       | aɚ         | er   | êrh        | 兒（ér、ジ、児の旧字体）の下部儿から。草書体や簡化字としても使われる。                                                                                            | 而 (ㄦˊ, ér)                            |
| ㄧ       | ㄧ       | i          | i/y  | i          | 一（yī、イチ）から。 | 逆 (ㄋㄧˋ, nì)                          |
| ㄨ       | ㄨ       | u          | u/w  | u/w        | 五（wǔ、ゴ）の古字㐅から。これらの中間にあたる𠄡と比較せよ。 | 努 (ㄋㄨˇ, nǔ)                          |
| ㄩ       | ㄩ       | y          | ü/yu | ü/yü       | 古字凵（qū、カン）から。今日でも筆画として残る。 | 女 (ㄋㄩˇ, nǚ)                          |
| ㄭ       | ㄭ       | ɻ̩～ʐ̩, ɹ̩～z̩ | -i   | ih/ŭ       | 帀（zā、ソウ）から。ㄓ (zhi) 、ㄔ (chi) 、ㄕ (shi) 、ㄖ (ri) 、ㄗ (zi) 、ㄘ (ci) 、ㄙ (si) に現れる最小の母音を表す。ただし、音写においてはこれらの後につけない。 | 資 (ㄗ, zī); 知 (ㄓ, zhī); 死 (ㄙˇ, sǐ) |

- ㄢはㄧの後では ɛn と発音する。
- ㄦは r 化にも使用される。r 化の際に n が脱落するなどの変化があるが、変化前の形で記す。

以下の3字は1932年の改訂で国語や普通話などの標準中国語の発音用としては廃字となったものの、それ以外の言語において使用される事がある。
| 声母     | 声母 | 声母                  | 声母   |
| 注音符号 | IPA  | 字源                  | 言語例 |
| -------- | ---- | --------------------- | ------ |
| ㄪ       | v    | 万（wàn、バン）から。 | 客家語 |
| ㄫ       | ŋ    | 兀（wù、コツ）から。  | 台湾語 |
| ㄬ       | ɲ    | 广（yǎn、ゲン）から。 | 客家語 |

上記の他、国語や普通話にない発音を表現するため、以下のような拡張文字系統が幾つか考案されている。
- 胡托苗文（中国語版）：1921年に中国内陸伝道協会所属のオーストリア人宣教師モーリス・ハットンによりミャオ語黔東方言の表記を目的として考案されたもの。
- 閏音符号：国語統一籌備委員会（中国語版）『注音符号総表』（1932年4月発行）に追加されたもの。
- 方音符号：中国文字改革委員会（中国語版）『全国主要方言区方音対照表』（1954年）にて上記の閏音符号を整理統合する形で再編されたもの。
- 台湾方音符号（中国語版）：台湾省国語推行委員会（中国語版）により台湾語および客家語の発音を表現するために1946年に考案されたもの。
- 馬祖閩東（福州）語注音符号（中国語版）：中華民国連江県政府により福州語の発音を表現するために2009年11月に公布されたもの。

以下はこれらの拡張文字系統に含まれる文字の例である。
| 声母     | 声母 | 声母                       | 声母         |
| 注音符号 | IPA  | 字源                       | 言語例       |
| -------- | ---- | -------------------------- | ------------ |
| ㆠ       | b    | 「ㄅ」にループをつけた物。 | 台湾語       |
| ㆡ       | d͡z   | 「ㄗ」にループをつけた物。 | 台湾語       |
| ㆢ       | d͡ʑ   | 「ㄐ」にループをつけた物。 | 台湾語       |
| ㆣ       | ɡ    | 「ㄍ」にループをつけた物。 | 台湾語       |
| ㆬ       | m̩    | 「ㄇ」に縦棒をつけた物。   | 台湾語       |
| ㆭ       | ŋ̍    | 「ㄫ」に縦棒をつけた物。   | 台湾語       |
| ㆴ       | p̚    | 「ㄅ」を小さくした物。     | 台湾語       |
| ㆵ       | t̚    | 「ㄉ」を小さくした物。     | 台湾語       |
| ㆶ       | k̚    | 「ㄎ」を小さくした物。     | 台湾語       |
| ㆷ       | -ʔ   | 「ㄏ」を小さくした物。     | 台湾語       |
| ㆸ ()    | ɣ    | ?                          | 東ミャオ語   |
| ㆹ ()    | ɫ    | ?                          | 東ミャオ語   |
| ㆺ ()    | ʑ    | ?                          | 東ミャオ語   |
| ㆻ ( )   | k̚    | 「ㄍ」を小さくした物。     | 台湾語       |
| ㆼ ()    | kʷ   | 「ㄍ」と「ㄨ」の合成。     | 広東語       |
| ㆽ ()    | kʰʷ  | 「ㄎ」と「」の合成。       | 広東語       |
| 韻母     |      |                            |              |
| 注音符号 | IPA  | 字源                       | 言語例       |
| ㆤ       | e    | 「ㄝ」からの派生。         | 台湾語       |
| ㆥ       | ẽ    | 「ㆤ」にループをつけた物。 | 台湾語       |
| ㆦ       | ɔ    | 「ㄛ」を角張らせた物。     | 台湾語       |
| ㆧ       | ɔ̃    | 「ㆦ」にループをつけた物。 | 台湾語       |
| ㆨ       | ɨ    | 「ㄨ」と「ㄧ」の合成。     | 台湾語の方言 |
| ㆩ       | ã    | 「ㄚ」にループをつけた物。 | 台湾語       |
| ㆪ       | ĩ    | 「ㄧ」にループをつけた物。 | 台湾語       |
| ㆫ       | ũ    | 「ㄨ」にループをつけた物。 | 台湾語       |
| ㆮ       | ãi   | 「ㄞ」にループをつけた物。 | 台湾語       |
| ㆯ       | ãu   | 「ㄠ」にループをつけた物。 | 台湾語       |
| ㆰ       | am   | 「ㄚ」と「ㄇ」の合成。     | 台湾語       |
| ㆱ       | ɔm   | 「ㆦ」と「ㄇ」の合成。     | 台湾語       |
| ㆳ       | ĩ    | 縦書きの「ㆪ」。           | 台湾語       |
| ㆾ ()    | œ    | ?                          | 広東語       |
| ㆿ ()    | ɐ    | ?                          | 広東語       |

### 声調記号
|          | 第一声           | 第二声 | 第三声 | 第四声 | 軽声 |
| -------- | ---------------- | ------ | ------ | ------ | ---- |
| 注音符号 | ◌̄ （使用しない） | ◌́      | ◌̌      | ◌̀      | ◌̇    |

漢語拼音とは違い、第一声のときはマクロンを使わず、省略する。声調記号は、縦書きの時は最後の母音字の右上方、横書きの時は最後の母音字の左上方または右側に書く。ただし、軽声の記号のみ音節の先頭に書く。Unicode では U+02C9, U+02CA, U+02C7, U+02CB, U+02D9 に割り当てられている。

### 漢語拼音との相違点
基本的には上の表による置き換えで良いが、以下の母音の表記が異なる。
| IPA         | 漢語拼音    | 注音符号 | 説明    |
| ----------- | ----------- | -------- | ------- |
| [i̯ou̯]       | you, -iu    | ㄧㄡ     | i + ou  |
| [u̯ei̯]       | wei, -ui    | ㄨㄟ     | u + ei  |
| [i̯e]        | ye, -ie     | ㄧㄝ     | i + ê   |
| [y̯e]        | yue, -üe    | ㄩㄝ     | ü + ê   |
| [in]        | yin, -in    | ㄧㄣ     | i + en  |
| [u̯ən]       | wen, -un    | ㄨㄣ     | u + en  |
| [yn]        | yun, -ün    | ㄩㄣ     | ü + en  |
| [iŋ]        | ying, -ing  | ㄧㄥ     | i + eng |
| [u̯ɤŋ], [ʊŋ] | weng, -ong  | ㄨㄥ     | u + eng |
| [i̯ʊŋ]       | yong, -iong | ㄩㄥ     | ü + eng |

zhi, chi, shi, ri, zi, ci, si の -i にあたる母音は表記しない。
以下に韻母の表を示す。
| 主母音 | 主母音 | /a/              | /a/                 | /a/                 | /a/                    | /a/                   | /ə/                        | /ə/                | /ə/                | /ə/                 | /ə/                          | ∅              |
| 尾音   | 尾音   | ∅                | /i/                 | /u/                 | /n/                    | /ŋ/                   | ∅                          | /i/                | /u/                | /n/                 | /ŋ/                          | ∅              |
| ------ | ------ | ---------------- | ------------------- | ------------------- | ---------------------- | --------------------- | -------------------------- | ------------------ | ------------------ | ------------------- | ---------------------------- | -------------- |
| 介音   | ∅      | [a] ㄚ a -a      | [ai̯] ㄞ ai -ai      | [ɑu̯] ㄠ ao -ao      | [an] ㄢ an -an         | [ɑŋ] ㄤ ang -ang      | [ɤ] ㄜ e -e                | [ei̯] ㄟ ei -ei     | [ou̯] ㄡ ou -ou     | [ən] ㄣ en -en      | [ɤŋ] ㄥ eng -eng             | [ɨ] （ㄭ）1 -i |
| 介音   | /i/    | [i̯a] ㄧㄚ ya -ia | [i̯ai̯] ㄧㄞ yai /    | [i̯ɑu̯] ㄧㄠ yao -iao | [i̯ɛn] ㄧㄢ yan -ian    | [i̯ɑŋ] ㄧㄤ yang -iang | [i̯e] ㄧㄝ ye -ie           |                    | [i̯ou̯] ㄧㄡ you -iu | [in] ㄧㄣ yin -in   | [i̯ŋ] ㄧㄥ ying -ing          | [i] ㄧ yi -i   |
| 介音   | /u/    | [u̯a] ㄨㄚ wa -ua | [u̯ai̯] ㄨㄞ wai -uai |                     | [u̯an] ㄨㄢ wan -uan    | [u̯ɑŋ] ㄨㄤ wang -uang | [u̯o] ㄨㄛ/ㄛ 3 wo -uo/-o 3 | [u̯ei̯] ㄨㄟ wei -ui |                    | [u̯ən] ㄨㄣ wen -un  | [u̯ɤŋ], [ʊŋ] ㄨㄥ weng -ong 4 | [u] ㄨ wu -u   |
| 介音   | /y/    |                  |                     |                     | [y̯ɛn] ㄩㄢ yuan -üan 2 |                       | [y̯e] ㄩㄝ yue -üe 2        |                    |                    | [yn] ㄩㄣ yun -ün 2 | [i̯ʊŋ] ㄩㄥ yong -iong        | [y] ㄩ yu -ü 2 |

注
1 ㄭ は実際は書かれない。
2 ü は j, q, x, y のあとでは u と書かれる。
3 ㄅ (b), ㄆ (p),ㄇ (m), ㄈ (f) の後では、ㄨㄛ, -uo ではなくㄛ, -o を用いる。
4 拼音の weng は ㄨㄥ になる。

### 特徴
- すべての音節が、最長でも3文字と声調記号を合わせた4文字で表記できる。そのため、ルビのレイアウトに適合している。
- 文字入力の手段としても拼音入力よりキーを押す回数が少なくて済む。ただし、字数が多いので手の動きが大きくなる。日本語におけるローマ字入力とかな入力の関係に近似している。
- 漢字や仮名と同様に、縦書きも横書きもできる。
- 音節の切れ目を示す隔音符号が存在しない。
- 漢語拼音では三重母音（-iou，-uei）および二重母音（-uen）の一部を省略して表記することがあるが、注音符号にこのような省略形は存在せず、常に実際の発音に即した表記をする。
  - たとえば、liù（例：六）、jiǔ（例：九）、shuǐ（例：水）、huì（例：会）等がある。
- 一つの注音符号につき、発音は一通りのみである。漢語拼音はアルファベット26種類で表記しているため、種類の制約から一つのアルファベットが複数の音に充当されることがある。
  - たとえば、漢語拼音は二をèr、各をgè、列をlièと表記するが、これらのèはすべて異なる発音である。

## 用例
| Tái |       |   | wān |       |
| 臺  | ㄊ ㄞ | ˊ | 灣  | ㄨ ㄢ |

このように一般的には漢字音を注記する時に使われる。日本語では横書きのときは漢字の上に振り仮名を附すが、注音符号は横書きでも漢字の右側に縦に記されるのが普通である。
台湾ではスラングなどで漢字のない音を表すときにもこの符号を文字として発音を書き表す。漢字がある場合でもアルファベットと同様に代用表記として使われている。一般的によく使われるのは「ㄟ」（欸、呼び掛けの言葉）。
台湾鉄路管理局の貨車の形式表記では、独立した文字として使用されている。
その他に、平仮名に似た形状の文字があることから、日本語のインターネットスラングで用いる例もある。

## コンピュータ

### Unicode一覧
| U+   | 0  | 1  | 2  | 3  | 4  | 5  | 6  | 7  | 8  | 9  | A  | B  | C  | D  | E  | F  |
| ---- | -- | -- | -- | -- | -- | -- | -- | -- | -- | -- | -- | -- | -- | -- | -- | -- |
| 3100 |    |    |    |    |    | ㄅ | ㄆ | ㄇ | ㄈ | ㄉ | ㄊ | ㄋ | ㄌ | ㄍ | ㄎ | ㄏ |
| 3110 | ㄐ | ㄑ | ㄒ | ㄓ | ㄔ | ㄕ | ㄖ | ㄗ | ㄘ | ㄙ | ㄚ | ㄛ | ㄜ | ㄝ | ㄞ | ㄟ |
| 3120 | ㄠ | ㄡ | ㄢ | ㄣ | ㄤ | ㄥ | ㄦ | ㄧ | ㄨ | ㄩ | ㄪ | ㄫ | ㄬ | ㄭ | ㄮ | ㄯ |
| 31A0 | ㆠ | ㆡ | ㆢ | ㆣ | ㆤ | ㆥ | ㆦ | ㆧ | ㆨ | ㆩ | ㆪ | ㆫ | ㆬ | ㆭ | ㆮ | ㆯ |
| 31B0 | ㆰ | ㆱ | ㆲ | ㆳ | ㆴ | ㆵ | ㆶ | ㆷ | ㆸ | ㆹ | ㆺ | ㆻ | ㆼ | ㆽ | ㆾ | ㆿ |

このほかに声調符号として U+02C7（第三声） U+02CA（第二声） U+02CB（第四声）U+02D9（軽声）を使用する。
Bopomofo の U+312A - U+312C の3字は現在は廃止された文字だが、方言の表記に用いられることがある。Unicode 5.1 で追加された U+312D （）は拼音でいう「zhi chi shi ri zi ci si」などの母音を説明するときのための文字で、通常は使われない。
Bopomofo Extended の U+31A0 - U+31B7 までは、台湾の方音符号系統で定められている台湾語用の追加文字である。ただしフォントによってはグリフが誤っているものがあるので使用には注意を要する。声調符号として U+02EA と U+02EB を使用する。
U+31B8 - U+31BA の3字は Unicode 6.0 で追加された文字で、1920年代にオーストラリアの宣教師 Maurice H. Hutton が貴州のミャオ語を表記するために使った文字である。
Unicode 10.0でU+312Eに（「ㄜ」の古い異字形）が、Unicode 11.0でU+312Fに（音節主音のn）が追加された。2019年のUnicode 12.0では方音符号の表示字形が改正された。2020年のUnicode 13.0では抜けていた方音符号系統の文字1字および1950年代に広東語音を表記するために定義された文字4字がU+31BC - U+31BFに追加された。

### キーボード

注音符号

Windowsの中国語（繁体字、台湾/New Phonetic）キーボードの配列は以下の通り。
- 「子音+母音」+「声調」で漢字変換（記号で表すことのない第一声に関しては、スペースキーを使用）、↑↓矢印キーで候補選択。
- 注音符号そのものを入力したい場合は、そのキーを押した直後に、スペースキーを押せば、そのまま入力できる。

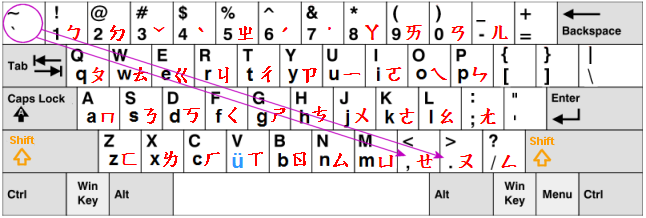
左側に子音字、右側に母音字が並ぶ。句読点は左上のキーを押して入力。「Shift+Space Key」で全角・半角切り替え（水色の「ü」は拼音入力時のキーの位置を表しているので、ここでは無視して構わない）。

ポケットモンスターの「ピカチュウ(皮卡丘)」を入力したい場合は「ㄆㄧˊㄎㄚˇㄑㄧㄡ」（キーボード入力：Q U 6 D 8 3 F U .）と入力する。